# Alpine A523
El Alpine A523 fue un monoplaza de Fórmula 1 diseñado por Alpine F1 Team para competir en la temporada 2023. El automóvil fue presentado en la ciudad de Londres el 15 de febrero de 2023. El monoplaza fue conducido por Pierre Gasly y Esteban Ocon.

## Resultados
(Clave) (negrita indica pole position) (cursiva indica vuelta rápida)

| Año     | Motor                        | Neu. | N.º | Pilotos      | 1   | 2   | 3   | 4   | 5   | 6   | 7   | 8   | 9   | 10  | 11  | 12  | 13  | 14  | 15  | 16  | 17  | 18  | 19  | 20  | 21  | 22  | Puntos | Pos. |
| ------- | ---------------------------- | ---- | --- | ------------ | --- | --- | --- | --- | --- | --- | --- | --- | --- | --- | --- | --- | --- | --- | --- | --- | --- | --- | --- | --- | --- | --- | ------ | ---- |
| 2023    | Renault E-Tech RE23 V6 Turbo | P    |     |              | BHR | ARA | AUS | AZE | MIA | MON | ESP | CAN | AUT | GBR | HUN | BEL | NED | ITA | SIN | JPN | QAT | USA | MEX | SÃO | LVG | ABU | 120    | 6.º  |
| 2023    | Renault E-Tech RE23 V6 Turbo | P    | 10  | Pierre Gasly | 9   | 9   | 13† | 14  | 8   | 7   | 10  | 12  | 10  | 18† | Ret | 113 | 3   | 15  | 6   | 10  | 12  | 67  | 11  | 7   | 11  | 13  | 120    | 6.º  |
| 2023    | Renault E-Tech RE23 V6 Turbo | P    | 31  | Esteban Ocon | Ret | 8   | 14† | 15  | 9   | 3   | 8   | 8   | 147 | Ret | Ret | 8   | 10  | Ret | Ret | 9   | 7   | Ret | 10  | 10  | 4   | 12  | 120    | 6.º  |
| Fuente: |                              |      |     |              |     |     |     |     |     |     |     |     |     |     |     |     |     |     |     |     |     |     |     |     |     |     |        |      |